# Bas-en-Basset
Bas-en-Basset ist eine französische Gemeinde mit 4631 Einwohnern (Stand: 1. Januar 2022) im Département Haute-Loire in der Region Auvergne-Rhône-Alpes. Sie gehört administrativ zum Arrondissement Yssingeaux und ist der Hauptort (chef-lieu) des Kantons Bas-en-Basset.

## Geographie
Bas-en-Basset liegt im Velay, einer Landschaft im französischen Zentralmassiv, an der Loire. Hier mündet der Fluss Ance in die Loire.
Bas-en-Basset wird umgeben von den Nachbargemeinden Rozier-Côtes-d’Aurec im Norden, Malvalette im Nordosten, Monistrol-sur-Loire im Osten, Beauzac im Süden, Tiranges im Westen und Südwesten, Valprivas im Westen sowie Saint-Hilaire-Cusson-la-Valmitte im Nordwesten.

## Bevölkerungsentwicklung
| Jahr                       | 1962 | 1968 | 1975 | 1982 | 1990 | 1999 | 2006 | 2017 |
| Einwohner                  | 2178 | 2280 | 2303 | 2521 | 2955 | 3344 | 3875 | 4348 |
| Quellen: Cassini und INSEE |      |      |      |      |      |      |      |      |

## Sehenswürdigkeiten

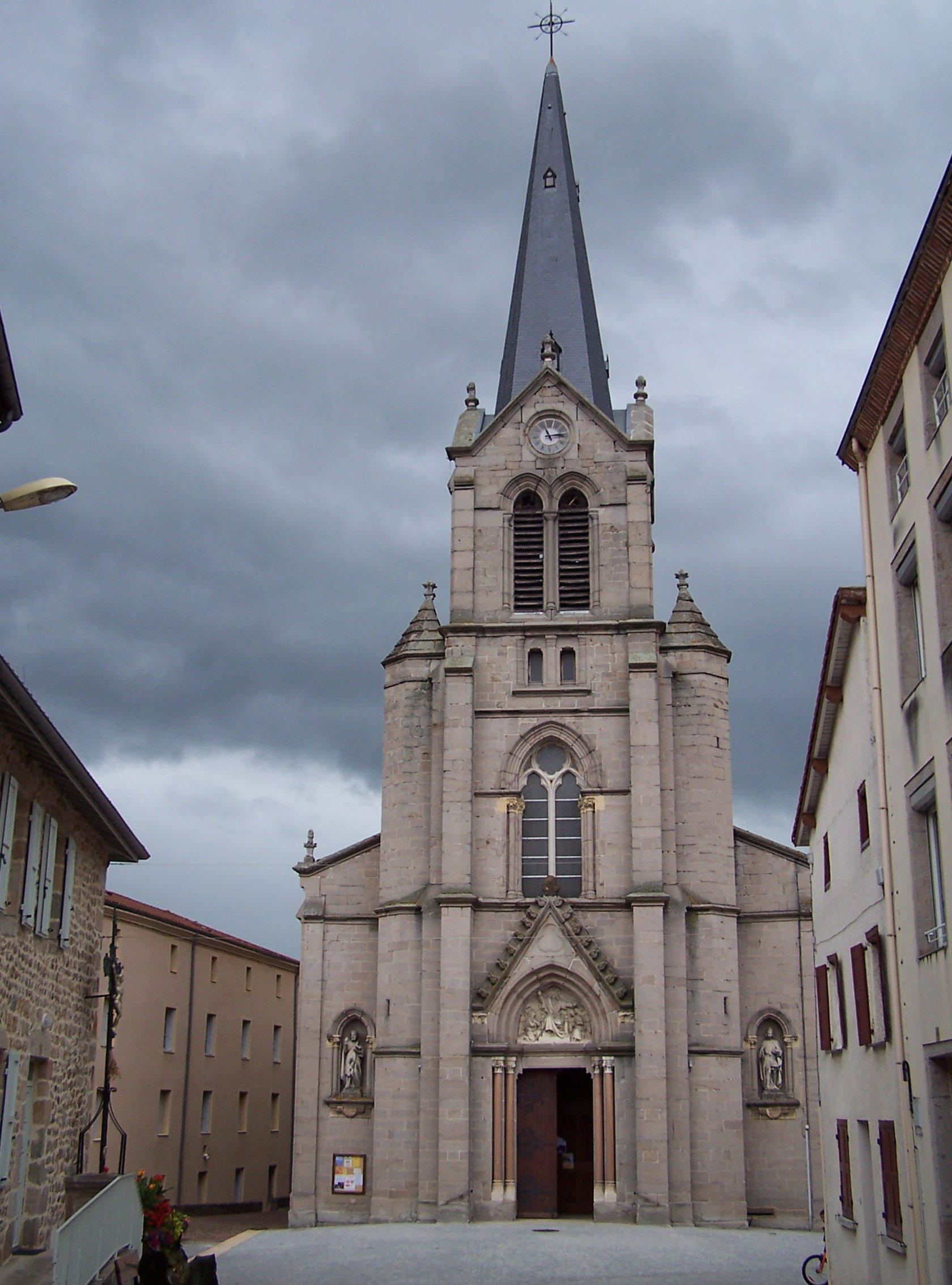
Kirche Saint-Thyrse

- Kirche Saint-Thyrse
- Ruine der Burg Rochebaron
- Anwesen Girard
- Steinturm
- Großkreuz, Monument historique

## Gemeindepartnerschaft
Mit der italienischen Gemeinde Fabro in der Provinz Terni (Umbrien) besteht eine Partnerschaft.